# Perry Farrell

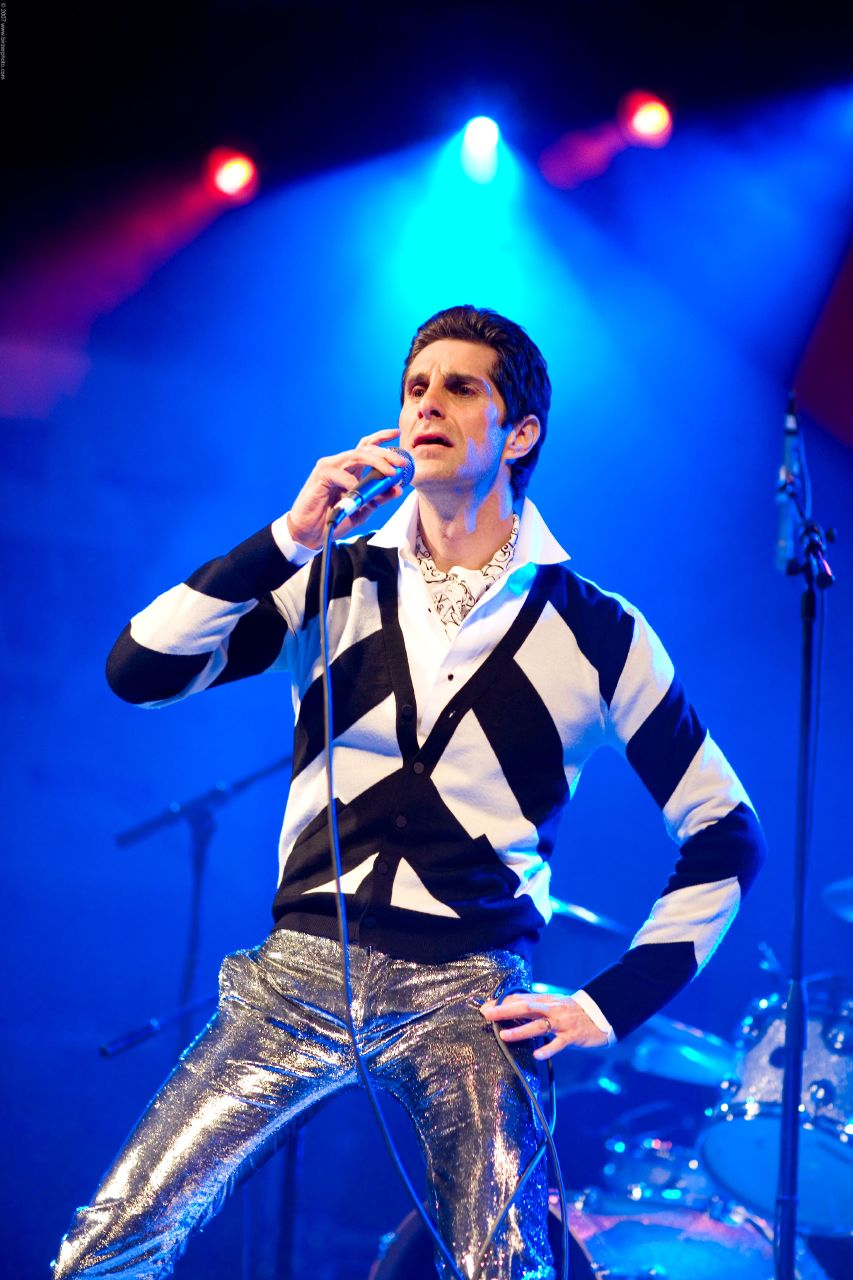
Perry Farrell

Perry Farrell (New York, 29 maart 1959) is een muzikant die voornamelijk bekend is vanwege zijn belangrijke rol binnen de alternatieve rock gedurende de jaren 80 en 90. Farrell werd geboren in het New Yorkse stadsdeel Queens als Perry Bernstein, maar koos al snel de artiestennaam Perry Farrell als afgeleide van het woord 'peripheral'.

## Perry's carrière
Farrell was de frontman en zanger van achtereenvolgens Psi-com, Jane's Addiction en Porno for Pyros, allen alternatieve-rockbands. Tussen 2004 en 2007 was hij actief met de band Satellite Party en als DJ onder de naam DJ Peretz.

### Jane's Addiction
Met de band Jane's Addiction had hij het meeste succes en hiermee vergaarde hij grote bekendheid binnen de muziekindustrie. Na het uitbrengen van Ritual De Lo Habitual - het derde album van Jane's Addiction - in 1990 richtte Farrell samen met Ted Gardener en Marc Geiger in 1991 Lollapalooza op - een rondreizend festival vergelijkbaar met Ozzfest - als afscheidstournee van Jane's Addiction. Het festival bleef uiteindelijk tot 1997 bestaan.

### Porno for Pyros
Na het uiteenvallen van Jane's Addiction richtte Farrell Porno for Pyros op, de naam van de band bedacht hij bij het zien van de grootschalige rellen in Los Angeles. Na 2 albums viel deze band uiteindelijk in 1997 uit elkaar waarna het tijd was voor een korte, maar succesvolle reünietour van Jane's Addiction.

### Andere projecten
In 2003 blies Farrell uiteindelijk Lollapalooza en Jane's Addiction nieuw leven in, wat uiteindelijk resulteerde in het album Strays en een grootschalige tour door de Verenigde Staten, Europa, Australië en Nieuw-Zeeland. Uiteindelijk viel de band in 2004 wederom uit elkaar.
Sindsdien heeft Farrell een nieuwe band gesticht, genaamd Satellite Party, die in 2007 debuteerde met het album Ultra Payloaded. Op het album staat onder meer een niet eerder uitgebrachte stemopname van wijlen Doors-zanger Jim Morrison, die voorzien is van nieuwe muziek.
- Bibsys: 5071482
- Bibliothèque nationale de France: cb14029683g (data)
- Gemeinsame Normdatei: 119426188
- International Standard Name Identifier: 0000 0000 7841 1740
- Library of Congress Control Number: n95048591
- MusicBrainz: 11e46b16-2f25-4783-ab32-25250befe84a
- Nationale Bibliotheek van Tsjechië: js20020401005
- Nationale Bibliotheek van Israël: 987007502610005171
- Virtual International Authority File: 84212441
- WorldCat: E39PBJxd64tdkxQ8WxWbMHC4v3